# 325 Heidelberga
A 325 Heidelberga egy kisbolygó a Naprendszerben. Maximilian Franz Joseph Cornelius Wolf fedezte fel 1892. március 4-én.